# Villamuera de la Cueza
Villamuera de la Cueza ist ein nordspanisches Dorf und Hauptort einer Gemeinde (municipio) mit 37 Einwohnern (Stand: 2024) in der Provinz Palencia in der Autonomen Gemeinschaft Kastilien-León. 

## Lage und Klima
Villamuera de la Cueza liegt in der Region Tierra de Campos auf der kastilischen Hochebene in einer Höhe von ca. 805 m. Die Provinzhauptstadt Palencia befindet sich mit ihrem Stadtzentrum etwa 29 Kilometer (Fahrtstrecke) südsüdöstlich.
Das Klima im Winter ist durchaus kalt, im Sommer dagegen warm bis heiß; die eher spärlichen Regenfälle (ca. 545 mm/Jahr) fallen überwiegend im Winterhalbjahr.

## Bevölkerungsentwicklung
| Jahr      | 1970 | 1981 | 1991 | 2001 | 2011 | 2021 |
| --------- | ---- | ---- | ---- | ---- | ---- | ---- |
| Einwohner | 198  | 116  | 103  | 63   | 52   | 36   |

## Sehenswürdigkeiten

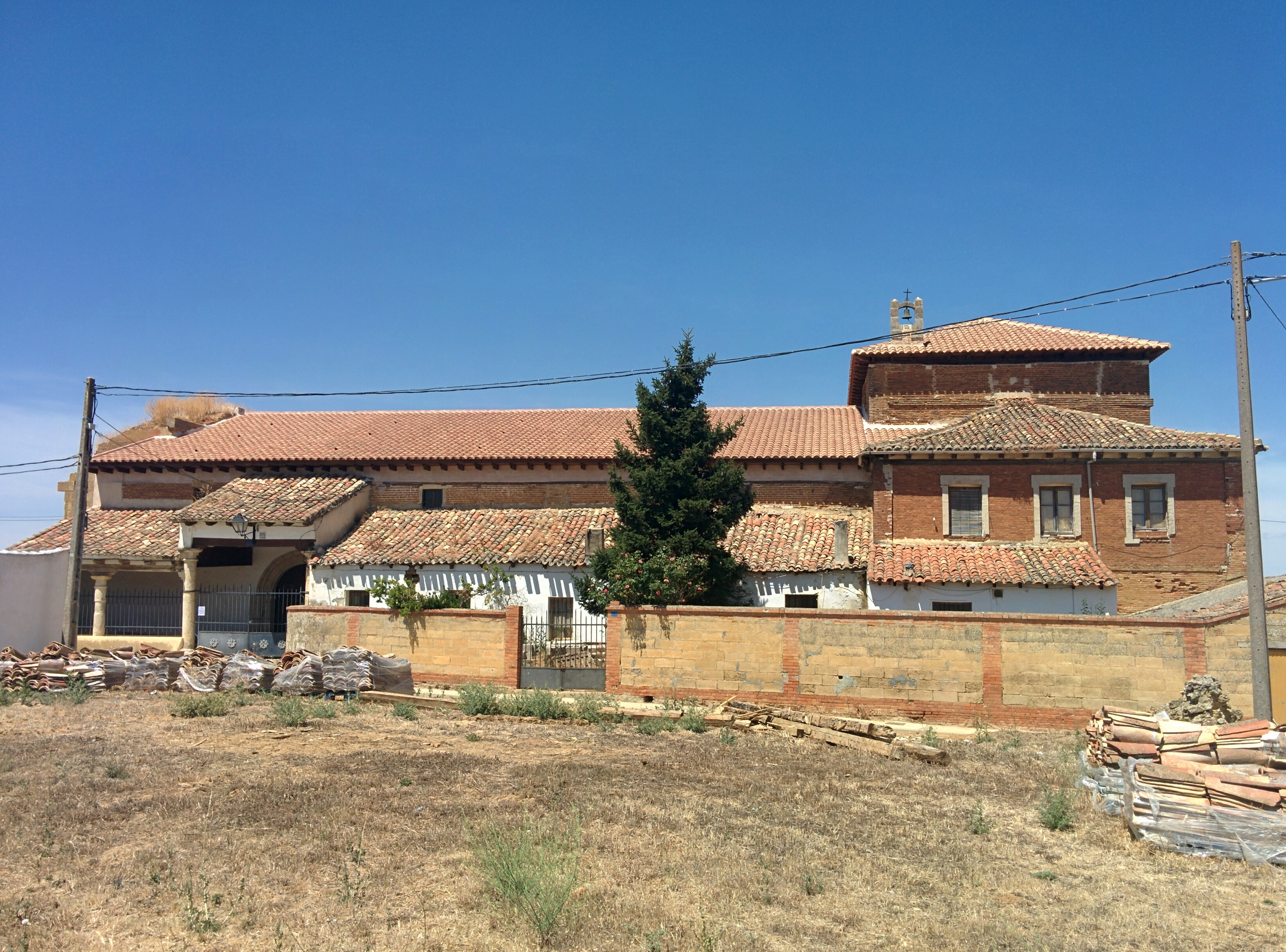
Kirche Mariä Schnee
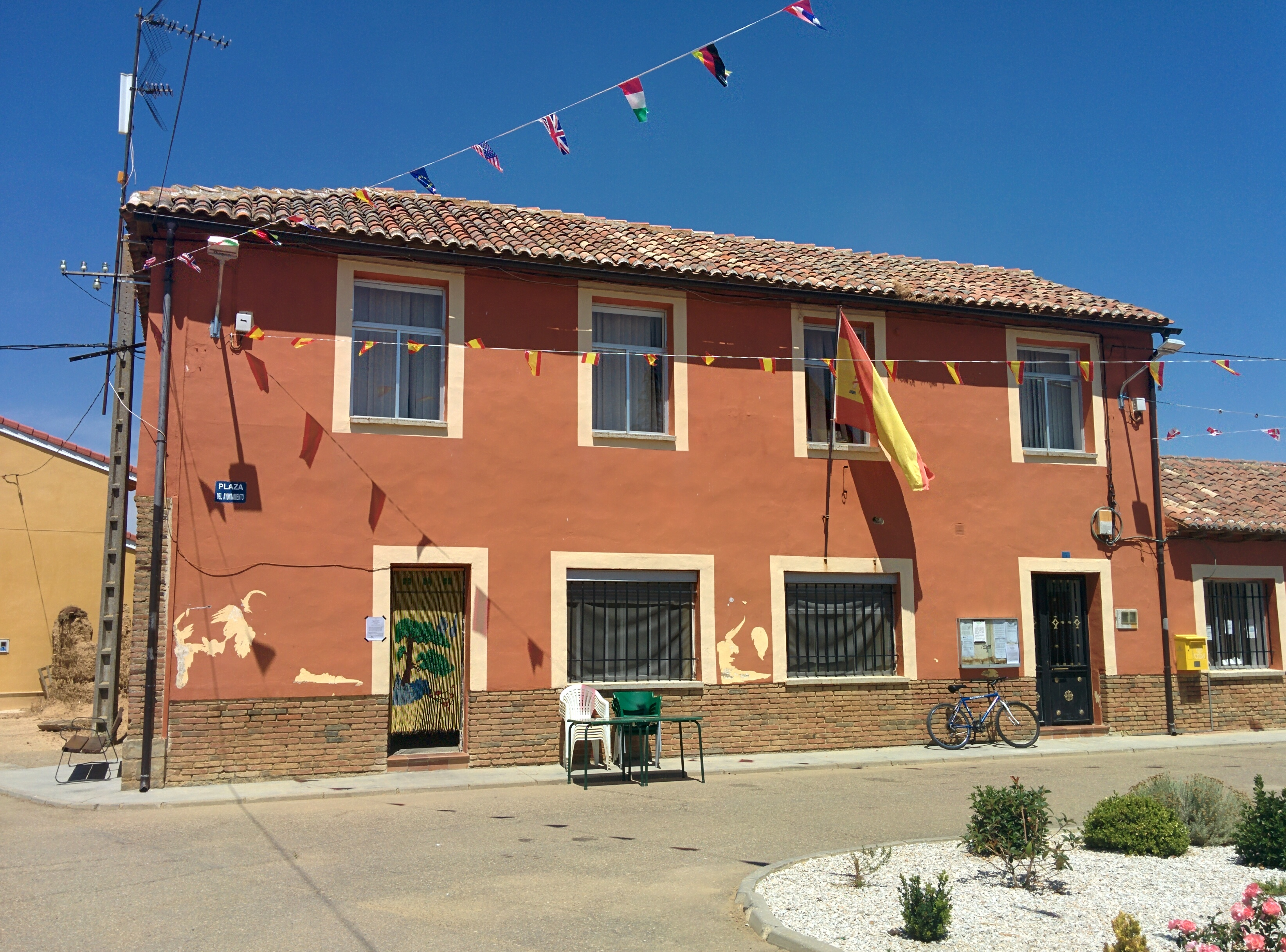
Rathaus

- Kirche Mariä Schnee
- Rathaus